# Ecuación de Nernst-Planck
La ecuación de Nernst-Planck es una ecuación de conservación de la masa utilizada para describir el movimiento de una especie química cargada en un medio fluido. Es una extensión de la ley de difusión de Fick para el caso en que una fuerza electrostática imparta un movimiento a las partículas en difusión. El nombre de la ecuación proviene de Walther Nernst y Max Planck .

## Ecuación
La ecuación de Nernst-Planck es una ecuación de continuidad para la concentración dependiente del tiempo {\displaystyle c(t,{\bf {x}})} de una especie química:
{\displaystyle {\partial c \over {\partial t}}+\nabla \cdot {\bf {J}}=0}
donde {\displaystyle {\bf {J}}} es el flujo. Se supone que el flujo total depende de  tres elementos: difusión, advección y electromigración. Esto implica que la concentración varía en función del gradiente de concentración iónica {\displaystyle \nabla c}, la velocidad de flujo {\displaystyle {\bf {v}}}, y el campo eléctrico {\displaystyle {\bf {E}}} :
{\displaystyle {\bf {J}}=-\underbrace {D\nabla c} _{\text{Diffusion}}+\underbrace {c{\bf {v}}} _{\text{Advection}}+\underbrace {{Dze \over {k_{\text{B}}T}}c{\bf {E}}} _{\text{Electromigration}}}
donde {\displaystyle D} denota la difusividad de la especie química, {\displaystyle z} es la valencia de las especies iónicas, {\displaystyle e} representa la carga elemental, {\displaystyle k_{\text{B}}} es la constante de Boltzmann, y {\displaystyle T} es la temperatura absoluta. El campo eléctrico se puede descomponer a su vez como:
{\displaystyle {\bf {E}}=-\nabla \phi -{\partial {\bf {A}} \over {\partial t}}}

dónde {\displaystyle \phi } representa al potencial eléctrico y {\displaystyle {\bf {A}}} al vector potencial magnético. Por lo tanto, la ecuación de Nernst-Planck viene dada por:
| {\displaystyle {\frac {\partial c}{\partial t}}=\nabla \cdot \left[D\nabla c-c\mathbf {v} +{\frac {Dze}{k_{\text{B}}T}}c\left(\nabla \phi +{\partial {\bf {A}} \over {\partial t}}\right)\right]} |

### Simplificaciones
En el caso de que la concentración esté en equilibrio {\displaystyle (\partial c/\partial t=0)} y la velocidad del flujo sea cero, es decir, que solo se muevan los iones, la ecuación de Nernst-Planck toma la forma:
{\displaystyle \nabla \cdot \left\{D\left[\nabla c+{ze \over {k_{\text{B}}T}}c\left(\nabla \phi +{\partial {\bf {A}} \over {\partial t}}\right)\right]\right\}=0}
Si se supone que solo la componente electrostática del campo eléctrico es significativa, la ecuación se simplifica aún más al eliminarse la derivada temporal del vector potencial magnético:
{\displaystyle \nabla \cdot \left[D\left(\nabla c+{ze \over {k_{\text{B}}T}}c\nabla \phi \right)\right]=0}
La forma más común se expresa en unidades de mol/(m 2 ·s) y en función de la  constante de los gases {\displaystyle R}:
{\displaystyle \nabla \cdot \left[D\left(\nabla c+{zF \over {RT}}c\nabla \phi \right)\right]=0}
donde {\displaystyle F} es la constante de Faraday,  igual al producto de la constante de Avogadro {\displaystyle N_{\text{A}}} y la carga elemental. {\displaystyle e}

## Aplicaciones
La ecuación de Nernst-Planck se usa para describir la cinética de intercambio iónico en los suelos. También se ha utilizado en la electroquímica de membranas .